# Mitsuru Chiyotanda
Mitsuru Chiyotanda (født 1. juni 1980) er en tidligere japansk fodboldspiller.
Han har spillet for flere forskellige klubber i sin karriere, herunder Avispa Fukuoka, Albirex Niigata, Nagoya Grampus, Júbilo Iwata og Tokushima Vortis.